# 畢太昌
畢太昌（？—？），字孟和，號覲文，河南省羅山縣人，清朝政治人物、同進士出身。

畢太昌的個人近照

## 生平
光緒三十年（1904年），會試第178名。殿試登三甲25名，改翰林院庶吉士，散館授檢討。升編修。光緒三十四年（1908年），調豫辦理學務。宣統年間，任豫省高等學堂監督。